# Abla bent Tahar
 (septembre 2015).
Si vous disposez d'ouvrages ou d'articles de référence ou si vous connaissez des sites web de qualité traitant du thème abordé ici, merci de compléter l'article en donnant les références utiles à sa vérifiabilité et en les liant à la section « Notes et références ».
Lalla Abla bint Tahar (en arabe : للا عبلة بنت الطاهر), née le 5 septembre 1909 et décédée le 1er mars 1992 à Rabat, est la seconde épouse du roi Mohammed V et notamment la mère du roi Hassan II.

## Biographie
Lalla Abla est la fille du prince Moulay Mohammed Tahar ben Hassan el-Alaoui, frère jumeau du sultan Moulay Youssef. Elle a également des origines Glaoua .  
Lalla Abla décéde le dimanche 1er mars 1992 à Rabat. Elle est enterrée au Mausolée Mohammed V. 

## Mariage
Lalla Abla a épousé le roi Mohammed V (son cousin germain) en décembre 1926, ou en 1928, et a donné naissance à cinq enfants : 
- S. A. R. le prince Moulay el-Hassan (1929-1999), futur roi Hassan II ;
- S. A. R. la princesse Lalla Aïcha (1930-2011) ;
- S. A. R. la princesse Lalla Malika (1933-2021) ;
- S. A. R. le prince Moulay Abdallah (1935-1983) ;
- S. A. R. la princesse Lalla Nezha (1940-1977).

## Hommages
En son hommage à Tiznit est inauguré l'« avenue Lalla-Abla », sur laquelle se trouve la maison de la culture de Tiznit. Cette avenue qui lui est éponyme est proche de l'« avenue Mohammed-V » et du « boulevard Hassan-II » dans cette même ville.
En 2017, en son honneur, le roi Mohammed VI fait bâtir à Tanger la « mosquée S.A. la princesse Lalla Abla ». La mosquée se situe à l’aboutissement de l’avenue Mohammed-VI et donne à la fois sur le nouveau port de pêche de Tanger, et sur la gare maritime du port de Tanger. Elle est d’une superficie de 5 712 mètres carrés dispose d'une capacité d'accueil 1 900 fidèles. La mosquée dispose de toutes les commodités nécessaires aux fidèles soit deux salles de prière (hommes et femmes), des logements pour l'imam et le muezzin, des commerces ainsi qu'une esplanade de 2 720 mètres carrés.

## Titulature
- 5 septembre 1909 – 1 mars 1992 :  Son Altesse la princesse Lalla Abla[11].